# Michael Simões Domingues
Michael Simões Domingues (ur. 8 marca 1991 w Yverdon-les-Bains) – portugalski piłkarz szwajcarskiego pochodzenia występujący na pozycji bramkarza w angielskim klubie Sunderland. Wychowanek Pombal, w swojej karierze grał także w takich zespołach jak União Leiria, SL Benfica B, Atlético CP oraz Boavista FC. Były młodzieżowy reprezentant Portugalii.